# Маній Ацилій Глабріон (консул 67 до н. е.)
Маній Ацилій Глабріон (лат. Manius Acilius Glabrio) — давньоримський державний діяч, консул 67 року до н. е, онук відомого юриста Публія Муция Сцеволи. Батько — народний трибун Маній Ацилій Глабріон.

## Біографія
У 70 р. до н. е. як претор (praetor urbanus) головував у суді над Гаєм Верресом, правителем провінції Сицилія, якого звинуватили у зловживанні владою. Відповідно до Діона Кассія, він разом із своїм напарником по консульству 67 року до н. е. Гаєм Кальпурнієм Пізоном розробив суворий закон (Lex Acilia Calpurnia) проти незаконного збору голосів на виборах. За цим законом винні мали сплачувати грошовий штраф і назавжди втрачали право висувати свої кандидатури на державні посади.
У тому ж 67 р. до н. е. він змінив Луція Ліцинія Лукулла на посаді губернатора Кілікії та командира римської армії у війні проти Мітрідата. Але Маній Ацилій занапастив римський контроль над регіоном, звільнивши солдат Лукулла з-під його командування; сам він виявився неспроможним контролювати військо. У свою чергу його замінив Гней Помпей Великий, відповідно до закону Манілія (lex Manilia).
У 64 р. до н. е. Манія Ацилія обрано цензором, а в 63 р. до н. е. голосував за смертну кару заколотникам, очолюваним Луцієм Сергієм Катіліною. У 57 р. до н. е. Маній Ацилій став членом Колегії понтифіків.
Маній Ацилій Глабріон був одружений з падчеркою Луція Корнелія Сулли від його другої дружини Цецилії Метелли Далматики, Емілією Скаура. Проте Маній Ацилій виступав з гострою критикою диктатури Сулли, через що той примусив Емілію розлучитися з Манієм Ацилієм. Мав з Емілією сина Манія Ацилія Глабріона, з другою дружиною (ім'я невідомо) — Марка Ацилія Глабріона.